# Frederick Meyer
Pour les articles homonymes, voir Freddy Meyer.
Frederick Meyer IV, dit Freddy (né le 4 janvier 1981 à Sanbornville dans l'État du New Hampshire aux États-Unis) est un joueur professionnel américain de hockey sur glace devenu entraîneur. Il évoluait au poste de défenseur.

## Biographie
Diplômé de l'Université de Boston où il a joué pour l'équipe de hockey des Terriers de 1999 à 2003, il signe en tant qu'agent libre avec les Flyers de Philadelphie en mai 2003. Il fait ses débuts comme professionnel en 2003-2004 dans la Ligue américaine de hockey avec les Phantoms de Philadelphie, le club-école des Flyers, et a joué sa première partie dans la Ligue nationale de hockey durant cette saison. Il remporte la Coupe Calder avec les Phantoms en 2005 après avoir défait les Wolves de Chicago en finale.
En décembre 2006, il est échangé aux Islanders de New York avec un choix de repêchage contre Alekseï Jitnik. En octobre 2007, il est placé au ballotage par les Islanders et est réclamé par les Coyotes de Phoenix, avec lesquels il joue cinq parties. Un mois plus tard, il retourne avec les Islanders via le ballotage.
Sa saison 2008-2009 a été écourtée par des blessures à l'abdomen puis à l'aine, ne jouant que 27 parties. Après avoir joué trois saisons avec les Islanders durant son deuxième passage, il signe avec les Thrashers d'Atlanta en août 2010. Il ne joue que 15 parties durant cette saison à cause d'une blessure au bas du corps.
Il rejoint pour la saison 2011-2012 le MODO Hockey en Suède, avant de se retirer officiellement fin octobre 2012. Il rejoint le personnel d'entraîneurs des Monarchs de Manchester en étant assistant-entraîneur et demure avec cette équipe jusqu'en 2014, lorsqu'il devient entraîneur-chef et directeur général des Wizards d'East Coast de l'Eastern Hockey League, une ligue junior tier 3 américaine.

## Statistiques

### En club
| Saison     | Équipe                             | Ligue      |     | Saison régulière | Saison régulière | Saison régulière | Saison régulière | Saison régulière |   | Séries éliminatoires | Séries éliminatoires | Séries éliminatoires | Séries éliminatoires | Séries éliminatoires |
| Saison     | Équipe                             | Ligue      | PJ  | B                | A                | Pts              | Pun              | PJ               | B | A                    | Pts                  | Pun                  |                      |                      |
| 1997-1998  | U.S. National Development Team U18 | NAHL       | 37  | 11               | 10               | 21               | 113              | 2                | 1 | 0                    | 1                    | 37                   |                      |                      |
| 1998-1999  | U.S. National Development Team     | USHL       | 54  | 10               | 23               | 33               | 151              | -                | - | -                    | -                    | -                    |                      |                      |
| 1999-2000  | U.S. National Development Team U18 | NAHL       | 3   | 0                | 2                | 2                | 0                | -                | - | -                    | -                    | -                    |                      |                      |
| 1999-2000  | U.S. National Development Team     | USHL       | 28  | 3                | 8                | 11               | 60               | -                | - | -                    | -                    | -                    |                      |                      |
| 1999-2000  | Université de Boston               | HE         | 25  | 1                | 11               | 12               | 52               | -                | - | -                    | -                    | -                    |                      |                      |
| 2000-2001  | Université de Boston               | HE         | 28  | 6                | 13               | 19               | 82               | -                | - | -                    | -                    | -                    |                      |                      |
| 2001-2002  | Université de Boston               | HE         | 37  | 5                | 15               | 20               | 78               | -                | - | -                    | -                    | -                    |                      |                      |
| 2002-2003  | Université de Boston               | HE         | 36  | 5                | 16               | 21               | 76               | -                | - | -                    | -                    | -                    |                      |                      |
| 2003-2004  | Phantoms de Philadelphie           | LAH        | 59  | 14               | 14               | 28               | 50               | 12               | 0 | 3                    | 3                    | 8                    |                      |                      |
| 2003-2004  | Flyers de Philadelphie             | LNH        | 1   | 0                | 0                | 0                | 0                | -                | - | -                    | -                    | -                    |                      |                      |
| 2004-2005  | Phantoms de Philadelphie           | LAH        | 59  | 6                | 9                | 15               | 71               | 21               | 3 | 9                    | 12                   | 34                   |                      |                      |
| 2005-2006  | Flyers de Philadelphie             | LNH        | 57  | 6                | 21               | 27               | 33               | 6                | 0 | 1                    | 1                    | 8                    |                      |                      |
| 2005-2006  | Phantoms de Philadelphie           | LAH        | 11  | 3                | 3                | 6                | 22               | -                | - | -                    | -                    | -                    |                      |                      |
| 2006-2007  | Flyers de Philadelphie             | LNH        | 25  | 2                | 3                | 5                | 14               | -                | - | -                    | -                    | -                    |                      |                      |
| 2006-2007  | Islanders de New York              | LNH        | 35  | 0                | 3                | 3                | 24               | -                | - | -                    | -                    | -                    |                      |                      |
| 2007-2008  | Coyotes de Phoenix                 | LNH        | 5   | 0                | 0                | 0                | 0                | -                | - | -                    | -                    | -                    |                      |                      |
| 2007-2008  | Rampage de San Antonio             | LAH        | 8   | 0                | 2                | 2                | 12               | -                | - | -                    | -                    | -                    |                      |                      |
| 2007-2008  | Islanders de New York              | LNH        | 52  | 3                | 9                | 12               | 22               | -                | - | -                    | -                    | -                    |                      |                      |
| 2008-2009  | Islanders de New York              | LNH        | 27  | 4                | 5                | 9                | 14               | -                | - | -                    | -                    | -                    |                      |                      |
| 2009-2010  | Islanders de New York              | LNH        | 64  | 4                | 11               | 15               | 40               | -                | - | -                    | -                    | -                    |                      |                      |
| 2010-2011  | Thrashers d'Atlanta                | LNH        | 15  | 1                | 1                | 2                | 8                | -                | - | -                    | -                    | -                    |                      |                      |
| 2011-2012  | MODO Hockey                        | Elitserien | 31  | 3                | 9                | 12               | 55               | -                | - | -                    | -                    | -                    |                      |                      |
| Totaux LNH | Totaux LNH                         | Totaux LNH | 281 | 20               | 53               | 73               | 155              | 6                | 0 | 1                    | 1                    | 8                    |                      |                      |

### En équipe nationale
| Année | Compétition                  |   | PJ | B | A | Pts | Pun      |  | Résultat |
| 1999  | Championnat du monde -18 ans | 6 | 1  | 4 | 5 | 8   | 7e place |  |          |
| 2001  | Championnat du monde junior  | 7 | 0  | 2 | 2 | 12  | 5e place |  |          |
| 2006  | Championnat du monde         | 7 | 0  | 0 | 0 | 6   | 7e place |  |          |

## Trophées et honneurs personnels
- 1999-2000 : nommé dans l'équipe d'étoiles des recrues de Hockey East.
- 2002-2003 : 
  - nommé dans la première équipe d'étoiles de Hockey East.
  - nommé dans la première équipe d'étoiles de la région Ouest de la NCAA.
- 2004-2005 : champion de la Coupe Calder avec les Phantoms de Philadelphie.

## Transactions
- 21 mai 2003 : signe en tant qu'agent libre avec les Flyers de Philadelphie.
- 16 décembre 2006 : échangé par les Flyers aux Islanders de New York avec un choix de troisième tour au repêchage de 2007 (Mark Katic) contre Alekseï Jitnik.
- 8 octobre 2007 : réclamé au ballotage par les Coyotes de Phoenix en provenance des Islanders.
- 10 novembre 2007 : réclamé au ballotage par les Islanders de New York en provenance des Coyotes.
- 10 août 2010 : signe en tant qu'agent libre avec les Thrashers d'Atlanta.
- 18 juin 2011 : signe en tant qu'agent libre avec le MODO Hockey dans l'Elitserien.
- 29 octobre 2012 : annonce officiellement son retrait de la compétition.